# 小行星1554
小行星1554（1554 Yugoslavia）是一颗围绕太阳公转的小行星。1940年9月6日，米洛拉德·B·普羅蒂奇在贝尔格莱德发现了此天体。
該小行星以南斯拉夫命名。
这颗小行星的绝对星等为131.55895等。